# Daniela Tognoli
Daniela Tognoli (Bergamo, 7 luglio 1972) è una pilota motociclistica italiana ritiratasi dall'attività agonistica.

## Carriera
Nel 1990 vince il campionato monomarca Honda femminile, l'anno successivo conquista la vittoria nella gara di Sport Production riservata alle donne.
Nel 1992 partecipò al Trofeo Italia nella classe 125 con una Honda del team Ipa-Rumi. Nella quinta prova, corsa sul circuito di Misano il 21 giugno, riuscì a battere i colleghi maschi, conquistando la vittoria. Si trattò, nella storia del motociclismo, della prima vittoria di una donna in una gara nazionale.
L'anno successivo debuttò nel motomondiale, con lo stesso team, al Gran Premio di San Marino.
Prese parte anche alla stagione 1994.

## Risultati nel motomondiale
| 1993 | Classe | Moto  |  |  |  |  |  |  |  |  |    |  |    |     |    |    |  | Punti | Pos. |
| ---- | ------ | ----- |  |  |  |  |  |  |  |  | -- |  | -- | --- | -- | -- |  | ----- | ---- |
| 1993 | 125    | Honda |  |  |  |  |  |  |  |  | 28 |  | 25 | Rit | 24 | 26 |  | 0     |      |

| 1994 | Classe | Moto    |     |     |     |     |  |  |  |  |  |  |  |  |  |  |  | Punti | Pos. |
| ---- | ------ | ------- | --- | --- | --- | --- |  |  |  |  |  |  |  |  |  |  |  | ----- | ---- |
| 1994 | 125    | Aprilia | Rit | Rit | Rit | Rit |  |  |  |  |  |  |  |  |  |  |  | 0     |      |

| Legenda | 1º posto        | 2º posto            | 3º posto            | A punti      | Senza punti        | Grassetto – Pole position Corsivo – Giro più veloce |
| Legenda | Gara non valida | Non qual./Non part. | Ritirato/Non class. | Squalificato | '-' Dato non disp. | Grassetto – Pole position Corsivo – Giro più veloce |